# Стояновский, Николай Иванович
 Николай Иванович Стояновский  (1821—1900) — русский юрист, товарищ министра юстиции, действительный тайный советник (1881), статс-секретарь (1895). Известен как активный проводник судебной реформы 1860-х гг.

## Биография
Из малороссийских дворян. С 1832 по 1836 год обучался в благородном пансионе в Златополе, Киевской губернии, а затем поступил в Императорское училище правоведения, курс которого окончил в 1841 году с правом на чин коллежского секретаря и в том же году определился на службу в 1-й отдел 5-го департамента Правительствующего сената.
С конца 1840-х годов Стояновский сотрудничал в «Москвитянине» Погодина и «Отечественных записках» Краевского.
С 1850 по 1854 год он был преподавателем практического уголовного и гражданского судопроизводства в училище правоведения и составил руководство к уголовному судопроизводству (1850).
В 1857 году назначен герольдмейстером департамента герольдии Сената и тогда же утверждён в звании директора московского тюремного комитета, в 1859 году назначен членом Комиссии для начертания положения об уездных учреждениях и следственной полиции. В это время им были составлены «Учреждение судебных следователей» и так называемый «Наказ» следователям — узаконения, по которым следственная часть была выделена из ведения полиции и, тем самым, было положено начало отделению судебной власти от власти исполнительной.
В 1861 году назначен статс-секретарем департамента гражданских и духовных дел Государственного совета, членом особой комиссии для начертания проекта положения об акцизе с питей в Империи и комиссии по составлению проекта положения о частных кредитных учреждениях для производства операции по залогу недвижимых имуществ, а в 1862 году — членом и редактором в комиссию для составления проектов законоположении о преобразовании судебной части в России, — при Государственной канцелярии. Вместе с С. И. Зарудным Стояновский настоял на прикомандировании к канцелярии в начале 1861 года образованных юристов — Н. А. Буцковского, Д. А. Ровинского, К. П. Победоносцева и других; благодаря этому кружку юристов удалось направить судебную реформу на рациональный путь.
В 1862 году был назначен товарищем министра юстиции Д. Н. Замятнина, в 1864 году назначен быть во всех заседаниях Государственного совета по делам судебной реформы и представлять объяснения и соображения свои по проектам о преобразовании судебной части. В 1866 году состоял главным редактором газеты «Судебный вестник». Принимал активное участие при введении в действие новых уставов, с 1867 года — сенатор, с присутствованием в уголовном кассационном департаменте, в 1872 году первоприсутвующий этого департамента.
Назначен 1-го января 1875 года членом Государственного совета Российской империи, с присутствованием в департаменте законов. В 1877 году член особых комиссии по преобразованию тюремной части и о пересмотре 2-й главы 1-го раздела уложении о наказаниях, для предварительного рассмотрения дела о введении мировых судебных установлении в Прибалтийских губерниях, в 1881 году член особой комиссии для подробной разработки проектов законоположении об укреплении прав на недвижимое имущество, в 1872 году член особого комитета для общего пересмотра действующих гражданских законов и для составления проекта гражданского уложения.
В 1883 году действительный член Императорского человеколюбивого общества и председатель редакционной комиссии для начертания проекта гражданского уложения, в 1889 году председатель особой комиссии по рассмотрению проекта преобразования канцелярий по принятию прошении на Высочайшее Имя приносимых. В 1894 году председатель особой комиссии при Государственном совете для предварительного обсуждения представления министерства юстиции о преобразовании межевой части. В 1895 году пожалован в статс-секретари Его Императорского Величества и назначен членом особой комиссии при Государственном совете для предварительного обсуждения представлении министром юстиции и финансов по проекту устава о векселях. Принимал деятельное участие в судебной реформе.
Женился на Александре Григорьевне Олениной (1834—1899), дочери Григория Никаноровича Оленина, который оставил воспоминания о своём знакомстве с Пушкиным. Стояновский составил жизнеописание её деда (по матери) Алексея Николаевича Оленина.
Состоял вице-председателем и почётным членом Императорского Русского музыкального общества, многие годы (с момента открытия в 1877 году, до 1895 года) был председателем Юридического общества при Санкт-Петербургском университете. Был почётным членом Московского и Киевского юридических обществ, почётным членом университета Святого Владимира в Киеве, членом Императорского русского географического общества, славянского благотворительного общества.
Удостоен ряда высших российских орденов, до ордена Святого Андрея Первозванного включительно. Похоронен на Тихвинском кладбище Александро-Невской Лавры вместе с женой, умершей годом ранее. Длинную речь памяти Стояновского как выдающегося деятеля судебной реформы произнёс А. Ф. Кони.

## Награды
- Орден Святой Анны 2-й степени (23.11.1851)
- Императорская корона к ордену Святой Анны 2-й степени (26.08.1856)
- Орден Святого Владимира 3-й степени (29.07.1860)
- Орден Святого Станислава 1-й степени (01.01.1862)
- Орден Святой Анны 1-й степени с императорской короной (14.06.1865)
- Орден Святого Владимира 2-й степени (01.01.1869)
- Орден Белого орла (01.01.1873)
- Орден Святого Александра Невского (01.01.1877)
- Бриллиантовые знаки к ордену Святого Александра Невского (15.05.1883)
- Орден Святого Владимира 1-й степени (01.01.1890)
- Высочайший рескрипт (17.06.1891)
- Высочайший рескрипт (14.05.1896)
- Орден Святого Андрея Первозванного (01.01.1897)
- Знак отличия беспорочной службы за XV лет (22.08.1858)
- Знак отличия беспорочной службы за L лет (22.08.1896)

Иностранные:
- Сербский орден Такова 1-й степени (1892)

## Труды
- Практическое руководство к русскому уголовному судопроизводству, составленное Николаем Стояновским Москва : Унив. тип., 1858
- Воспоминание о 5-м и 7-м декабре 1860 года : Воспоминания написано для товарищей, воспитанников Имп. уч-ща правоведения Санкт-Петербург : тип. Правительствующего сената, 1860
- Очерк жизни Алексея Николаевича Оленина [Санкт-Петербург] : тип. Имп. Акад. наук, 1881